# 北伐 (諸葛亮)

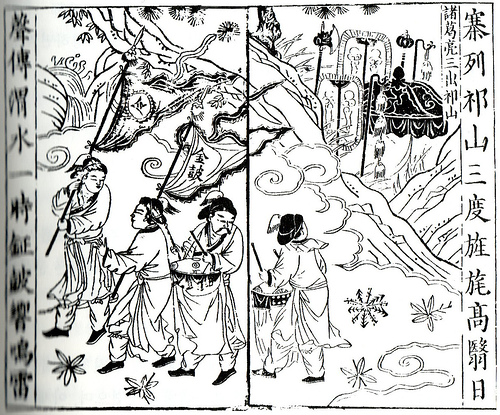
諸葛亮三度祁山へ

蜀における北伐とは、三国時代、蜀の諸葛亮が自ら陣頭指揮を執り魏に対し五次にわたって実施した軍事行動のこと。

## 概要
これは、初代皇帝・劉備の漢王朝復興の遺志に基づくものであったが、当時の蜀の国力および軍事力からすれば、かなり無理なものがあった。
元々、蜀は荊州と益州の二方面からの北伐を計画していたが、荊州を魏と呉に奪われていたため、益州のみからの北伐を余儀なくされた。
228年春の第一次北伐は、最初のうちこそ上手く行っていたものの、街亭で諸葛亮の指示に背いた馬謖が張郃に撃破されたため蜀軍は敗戦、撤退した（街亭の戦い）。姜維という人材を得たが、馬謖は死刑、向朗は馬謖の逃亡を黙認したため免職、趙雲、諸葛亮は降格となった。
228年冬の第二次北伐は、郝昭の防戦にあって攻めあぐねているうちに食糧不足により撤退した。なお、撤退時に追撃してきた王双を討ち取っている（陳倉の戦い）。
229年春の第三次北伐は、陳式が武都・陰平を攻め、諸葛亮が魏の郭淮を防ぎ、武都・陰平の両郡を平定した（陳倉の戦い#第三次北伐）。この功績により諸葛亮は丞相の地位へ復帰した。
230年、曹真による蜀への逆侵攻が行われたが、曹真の本隊は大雨により漢中に到達できず兵を引き、諸葛亮は魏延や呉懿らを涼州に出撃させ郭淮ら魏軍を撃退した（子午の役）。
231年春の2月から始まった第四次北伐では、祁山を包囲し、援軍に来た張郃・司馬懿を撃退するが、同年夏6月に食料不足により李厳が撤退を進言したため撤退する。なお、撤退時に追撃してきた張郃を討ち取っている（祁山の戦い）。李厳の言動に矛盾があったため、罷免して流罪とした。
234年春2月から始まった第五次北伐は屯田を行い長期戦に持ち込むが、同年秋8月に諸葛亮は陣中で病没し、蜀軍は撤退した（五丈原の戦い）。
諸葛亮の死後、北伐は一時期中止されて国力の回復が図られる。諸葛亮の後継者であった蔣琬もその遺志を継いで北伐を計画したが、実現を見ぬまま病死した。
その後、北伐反対派の費禕を経て、北伐積極派の姜維が軍権を握ると、彼の指揮のもとに再び北伐が大々的に行われることとなった（姜維の北伐）。しかし、度重なる北伐により、蜀の国力は徐々に弱体化していった。